# Hypsocormus
Hypsocormus là một chi cá đã tuyệt chủng đã từng sinh sống ở kỷ Jura ở châu Âu.

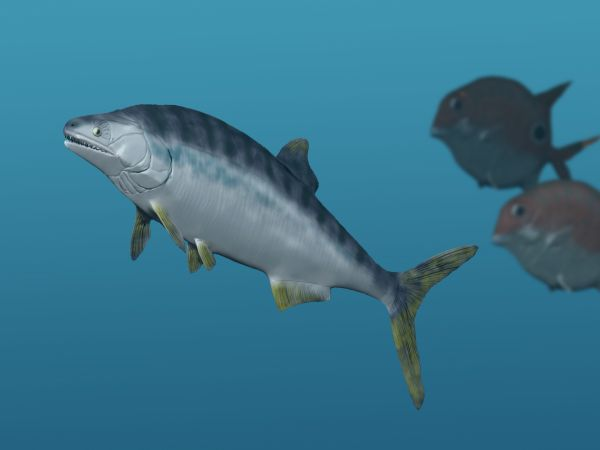
Hình phục dựng

Hypsocormus là cá săn mồi bơi nhanh dài khoảng 1 mét (3,3 ft), có vây đuôi hình bán nguyệt giống như cá mackerel ngày nay. Chúng có một vây lưng, các vây ngực kéo dài khoảng nửa cơ thể. Chúng có hàm cơ bắp mạnh và phát triển cao, khiến cú đớp của chúng mạnh mẽ.